# واشنطن مقاطعة شاوانو (ويسكونسن)
واشنطن، مقاطعة شاوانو (بالإنجليزية: Washington, Shawano County, Wisconsin)‏ هي بلدة تقع بولاية ويسكونسن في الولايات المتحدة. تبلغ مساحتها 101 (كم²)، وترتفع عن سطح البحر 246 م، بلغ عدد سكانها 1903 نسمة في عام 2000 حسب إحصاء مكتب تعداد الولايات المتحدة وتصل الكثافة السكانية فيها 20.8 نسمة/كم2.

## وصلات خارجية
- The US50 - Cities and Towns in Wisconsin State
- Wisconsin Cities and Towns, Facts, Map, Flag, Colleges, Government, and More